# Turkosstrupig barbett
Turkosstrupig barbett (Psilopogon chersonesus) är en fågel i familjen asiatiska barbetter inom ordningen hackspettartade fåglar. Den är endemisk för thailändska halvön och behandlades tidigare som underart till blåstrupig barbett.

## Utseende
Turkosstrupig barbett är en medelstor (22–23 cm) kortstjärtad grön barbett med blått i ansiktet och på strupen. Den är lik blåstrupig barbett som den tidigare behandlades som underart till (se nedan), men skiljer genom att ha ett tjock streck bakom ögat istället för ett svart ögonbrynsstreck ovanför ett blått fält runt ögat. Vidare är den röda fläcken på nacken mycket mindre så att det blåa på mitten av hjässan sträcker sig ner på dess sida. På hakan och strupen är också ljusare turkosgrön, nästan vitaktig. Näbben är något längre och i pannan syns mindre rött. Lätet har inte beskrivits.

## Utbredning och systematik
Fågeln återfinns enbart i bergstrakter på östra thailändska halvön, där den är stannfågel. Den behandlas som monotypisk, det vill säga att den inte delas in i några underarter.

### Artstatus
Tidigare betraktades den vara en underart till blåstrupig barbett (P. asiatica) och vissa gör det fortfarande. IUCN kategoriserar arten som livskraftig. Genetiska studier visar dock att den sannolikt står närmare svartbrynad barbett (P. oorti).

## Levnadssätt
Arten bebor bergsbelägen städsegrön skog från 885 till åtminstone 1520 meters höjd. Födan är okänd men antas likna blåstrupig barbett. Även information om dess häckningsbiologi saknas, annat än att en ungfågel har hittats i slutet av september.

## Status och hot
Arten har ett litet utbredningsområde, men beståndet tros vara stabilt. Utifrån dessa kriterier kategoriserar internationella naturvårdsunionen IUCN arten som livskraftig (LC).

## Namn
Fågelns vetenskapliga artnamn chersonesus kommer av grekiskans χερσονησος, khersonēsos, som betyder halvö, syftande på artens utbredningsområde.